# Atletica leggera ai Giochi della VIII Olimpiade - Salto con l'asta

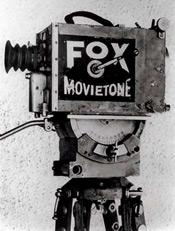
Video della Finale (durata: 1'06")

La competizione del salto con l'asta di atletica leggera ai Giochi della VIII Olimpiade si tenne nei giorni 9 e 10 luglio 1924 allo Stadio di Colombes a Parigi.

## L'eccellenza mondiale
| Primatista mondiale   | 4,21 1923 | Charles Hoff | 400 e 800 |
| Primatista stagionale | 4,01      | Lee Barnes   | Presente  |

1. ↑  Stabilito il 24 maggio.

Alle selezioni statunitensi quattro atleti finiscono primi a pari merito con 3,96: Glenn Graham, James Brooker, Ralph Spearow e Lee Barnes.

Il norvegese Charles Hoff si è leggermente infortunato alla caviglia prima dei Giochi. A Parigi gareggia solo su distanze piane: i 400 e gli 800.

## Risultati

### Turno eliminatorio
Si disputò il 9 luglio 1924. I 20 atleti erano divisi in due gruppi. Sette atleti raggiunsero la misura richiesta di 3,66 m.
| Gruppo | Atleta                  | Nazione        | Misura |
| ------ | ----------------------- | -------------- | ------ |
| A      | Lee Barnes              | Stati Uniti    | 3,66   |
| A      | James Brooker           | Stati Uniti    | 3,66   |
| A      | Victor Pickard          | Canada         | 3,66   |
| B      | Glenn Graham            | Stati Uniti    | 3,66   |
| B      | Henry Petersen          | Danimarca      | 3,66   |
| B      | Maurice Henrijean       | Belgio         | 3,66   |
| B      | Ralph Spearow           | Stati Uniti    | 3,66   |
| A      | Paul Dufauret           | Francia        | 3,55   |
| B      | Irving Francis          | Canada         | 3,55   |
| B      | Maurice Vautier         | Francia        | 3,55   |
| A      | Enrico de Freitas       | Brasile        | 3,40   |
| A      | Robert Duthil           | Francia        | 3,40   |
| B      | Harry de Keijser        | Paesi Bassi    | 3,40   |
| B      | Marcel Muzard           | Francia        | 3,40   |
| A      | Argyris Karagiannis     | Grecia         | 3,20   |
| A      | František Fuhrherr-Nový | Cecoslovacchia | 3,20   |
| A      | James Campbell          | Gran Bretagna  | 3,20   |
| B      | Stefan Adamczak         | Polonia        | 3,20   |
| B      | Valter Ever             | Estonia        | 3,20   |
| B      | Yrjö Helander           | Finlandia      | 3,20   |

### Finale
Si disputò il 9 luglio 1924. I primi quattro posti sono assegnati allo spareggio:
- Lee Barnes vince su Glenn Graham per l'oro;
- James Brooker batte Henry Petersen per il bronzo.

| Pos.    | Atleta            | Età | Nazione     | Misura |
| ------- | ----------------- | --- | ----------- | ------ |
| Oro     | Lee Barnes        | 18  | Stati Uniti | 3,95   |
| Argento | Glen Graham       | 20  | Stati Uniti | 3,95   |
| Bronzo  | James Brooker     | 22  | Stati Uniti | 3,90   |
| 4       | Henry Petersen    | 24  | Danimarca   | 3,90   |
| 5       | Victor Pickard    | 21  | Canada      | 3,80   |
| 6       | Ralph Spearow     | 29  | Stati Uniti | 3,70   |
| 7       | Maurice Henrijean | 21  | Belgio      | 3,66   |

All'età di 17 anni e mezzo, Lee Barnes è il più giovane vincitore di sempre del salto con l'asta ai Giochi olimpici.